# Ильинский монастырь (Тира)
Ильи́нский монасты́рь (греч. Ιερά Μονή του προφήτη Ηλία) — православный мужской ставропигиальный монастырь Константинопольской православной церкви, расположенный на высоте 567 метров над уровнем моря на горе Айос-Илиас (564 м), в трёх километрах от деревни Пиргос-Калистис на острове Тира в Греции.

## История

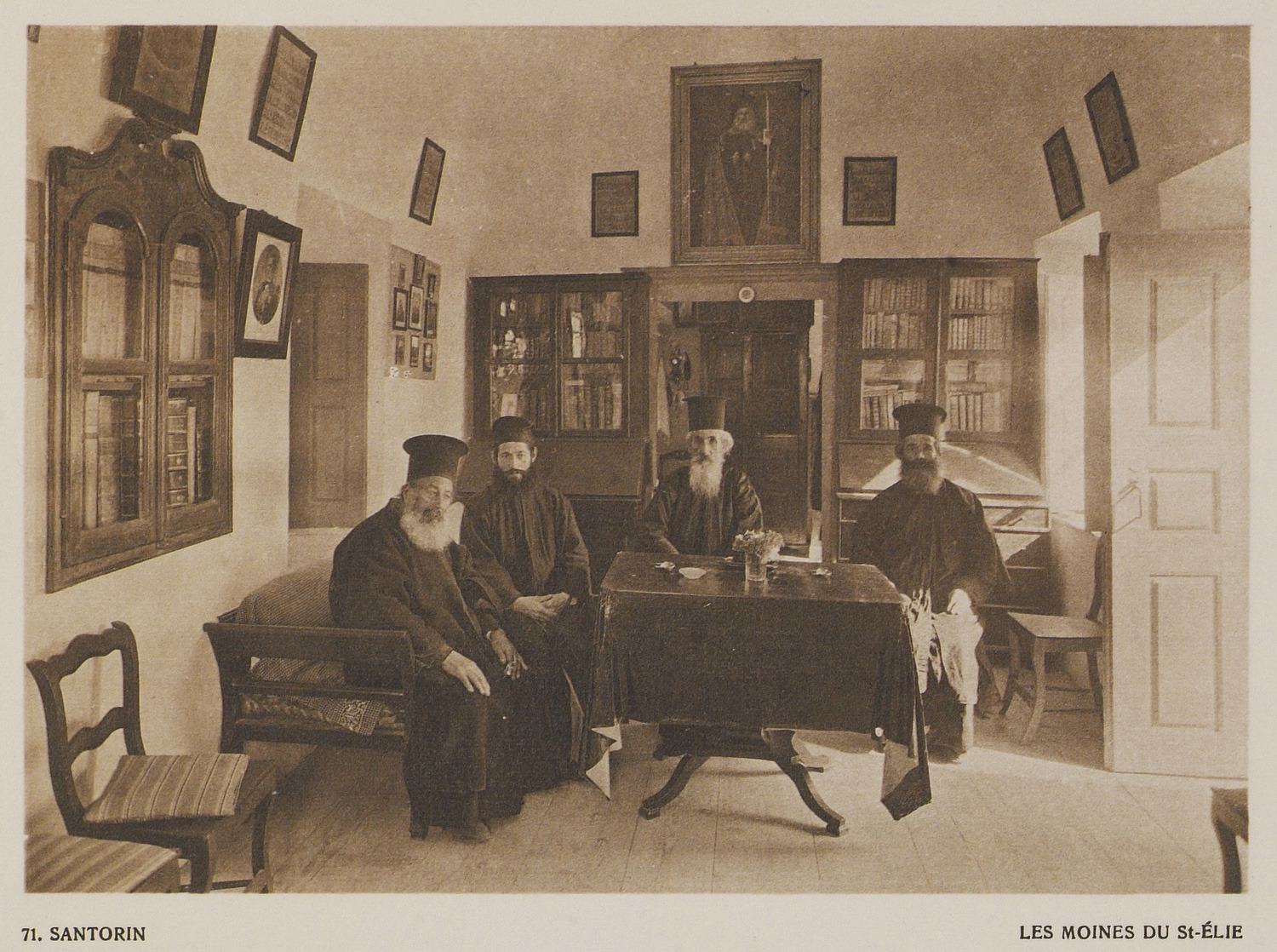

Устроителями монастыря являются братья иеромонахи Гавриил и Иоаким Белониасы из семьи Антония Белониаса и Екатерины Сигала (её отец Иоанн был родом из деревни Пиргос). Оба брата, после многолетнего служения на приходах в качестве священнослужителей, удалились от мира и основали на территории своих земельных владений, где уже имелись две часовни посвящённые святому пророку Илье и Сретению Господню, мужской монастырь. Часовня пророка Илии изначально принадлежала Константину Прагиотису и позднее перешла к иеродиакону Парфению (Сигаласу), приходившегося родственником по материнской линии иеромонахам Гавриилу и Иоакиму Белониасам. Иеродиаконом Парфением была построена вторая часовня Сретения Господня.
Ктиторское письмо от 6 марта 1711 года, подписанное архиепископом Тирским Захарием (Гизи) и заверенное представителем Константинопольского патриархата на острове Тира Агапием Гизисом (позднее архиепископом Сотиропольским), является официальной датой учреждения обители.
При строительстве обители братья использовали финансовую поддержку Общества уроженцев острова Тира, существовавшего в Константинополе. Посетивший Константинополь иеромонах Гавриил привёз рекомендательные письма от епископа Тирского Захарии (Гизи) и предварительно встретился с великим архимандритом Азарием (Сигаласом), который и ходатайствовал перед патриархом Константинопольским Кириллом IV о получении монастырём ставропигиального статуса. В мае 1712 года патриархом была подписана особая грамота (сигаллио) о ставропигии строящейся обители.
С середины XVIII до середины XIX века численность насельников составляла 15-20 человек, а игумен монастыря имел чин патриаршего экзарха, включавшего в его обязанности попечение о соблюдении канонического порядка в монастырях всего округа и сбор «уставных пошлин».
Монастырь был организован как особножительный (идиоритмический), но когда численность монахов увеличилась, была введена общежительная (киновиальная) система, сохранявшаяся до середины XVIII века. Позднее вновь действовал идиоритмический устав, сохранявшийся до 1998 года, когда обитель не населило сегодняшнее братство. Во время переписи населения острова в 1850 году, проведённой представителем Главной статистической организации острова Тира Иосифом Декигалосом, в монастыре проживало 15 насельников (в течение следующих 20 лет, согласно протоколам выборов игумена их численность оставалась неизменной). С 1880 года число братии монастыря начало уменьшаться и на 1918 года составляло всего 9 человек. На 2013 год монастырь населяло шесть монахов.
В 500 метрах от монастыря, на возвышенности, был водружён большой крест. Согласно традиции, именно на этом месте игумен обители встречал желающих принять монашество и расспрашивал их об обстоятельствах, послуживших поводом принятия такого решения.
С момента основания монастыря, был введён запрет на посещение его женщинами (а́ватон). Их посещение обители благословлялось лишь в исключительных случаях — оказание помощи больному монаху его родственницей. Бедные и немощные женщины, искавшие подаяния, могли доходить лишь до Алого́милоса, где при конной мельнице проживал саиый добродетельный монах монастыря, несущий послушание мельника. А́ватон действовал до XIX века, затем действие этого устоя ослабло и на сегодняшний день вход женщинам позволен лишь в кафоликон и архондарики.
Своей деятельностью монастырь оказал влияние не только на духовное, но и на социальное и культурное развитие региона — в местечке Мартину́с, близ Пиргоса в октябре 1799 года была основана греческая школа в связи с чем район стал известен под названием «Схоли́а». В 1803 году на территории монастырских земельных владений началось строительство школьного здания, завершившееся в 1806 году. На постройку школы игуменом Паисием был взят банковский заём, а патриарх издал особую грамоту (сигаллио), в которой описывались основы системы управления, преподавания и функционирования новой школы. В другой грамоте школе «отныне и навсегда присваивался статус патриаршей и ставропигиальной». Школа действовала до 1845 года и внесла весомый вклад в развитие греческого просвещения и духовного возрождения населения острова. В 1970-е годы здание школы было отрестврировано силами монастыря.
В 1831 году на средства монастыря была создана греко-православная школа Тиры, а позднее осуществлялась поддержка начальной школы города Иа. Монастырь поддерживал финансово духовную семинарию на острове Сирос, выделял стипендии студентам, обучавшимся в Ризарийской богословской школе в Афинах, поддерживал материально в течение многих лет Просветительское общество (действует до настоящего времени), с 1839 года выделял средства на содержание лепрозория Тиры. В 1956 году после сильнейшего землетрясения, обитель передала монастырские земельные угодья в помощь пострадавшим (поселение Кома́ри возникло на монастырской земле). Обитель финансировала канцелярию (300 грошей) и консилиум (200—400 грошей) при управляющем островами. Выделялись средства «в пользу страдающих в Индии христиан, подданных Англии».

## Игумены
- Дамаскин (Гавалас)